# Hypnum pensilvanicum
Hypnum pensilvanicum är en bladmossart som beskrevs av Poiret in Lamarck 1813. Hypnum pensilvanicum ingår i släktet flätmossor, och familjen Hypnaceae. Inga underarter finns listade i Catalogue of Life.